# Mr Kurones
Mr Kurones conhecido sob o nome de estado civil de Ali Porta Fitinkua Sambiani ' nascido em 16 de abril de 16 (2009 anos)  em Lomé, é um cantor de rap, arranjador musical, beatmaker e cantor e compositor togolês originário de Dapaong.

## Carreira musical
Mr Kurones tornou-se muito mais conhecido por seu trabalho no arranjo musical de várias canções e também por colaborações com cantores como Kollins, Omar B, Papou e cantores internacionais como Bebi Philip, Sidiki Diabaté.

## Discografia

### Álbuns
- 2011 : Ressurrection[1]

### Singles
- 2013 : My lady (featuring Malek Ik & Papou)[8]
- 2022 : Mawu yé (featuring Black-T & Lauraa)[9]
- 2023 : Djidoula (featuring Ghettovi & Writing Ecriture)[10]

## Compromissos
Prêmios de Hip-Hop de Togo,
| Ano  | trabalho nomeado        | Recompensa                           | Resultados |
| ---- | ----------------------- | ------------------------------------ | ---------- |
| 2010 | arranjo musical         | Prêmio especial de melhor arranjador | Nomeação   |
| 2011 | Ressurrection           | Melhor álbum de hip hop do ano       | Nomeação   |
| 2011 | Mundo melhor            | Melhor Hit de Rap do Ano             | Nomeação   |
| 2011 | I am gone (com Omar B ) | melhor apresentação                  | Nomeação   |